# Kelleria ericoides
Kelleria ericoides är en tibastväxtart som beskrevs av Domke. Kelleria ericoides ingår i släktet Kelleria och familjen tibastväxter. Inga underarter finns listade i Catalogue of Life.